# Monasterio Mala Remeta
El monasterio de Mala Remeta (en serbio: Манастир Мала Ремета y manastir Mala Remeta) es un monasterio ortodoxo serbio ubicado en Sirmia en la Voivodina. Está situado cerca de la aldea de Mala Remeta en la eparquía de Sirmia. Es uno de los 16 monasterios de Fruška Gora.

## Ubicación
El monasterio de Mala Remeta se encuentra en la ladera sur de las montañas Fruška Gora, a una altitud de 270 m. Se encuentra a unos 5,5 km de la carretera Belgrado - Ljig.

## Historia
Su fundación se atribuye tradicionalmente al rey serbio Stefan Dragutin (1276-1282). Los primeros registros históricos relacionados con el monasterio se remontan a mediados del siglo XVI.
Los turcos la destruyeron, pero a finales del siglo XVII, cuando Rača fue derribada, los monjes refugiados acudieron a su apéndice Mala Remeta y la reconstruyeron.
Se desconoce la apariencia de la iglesia anterior, y la existente fue erigida en el mismo sitio en 1739.
Los íconos del trono en la pantalla del altar fueron pintados por Janko Halkozović en 1759, y las pinturas murales son una obra de 1910 de Kosta Vanđelović.
El Monasterio de Mala Remeta fue declarado Monumento Cultural de Excepcional Importancia en 1990 y está protegido por la República de Serbia.

## Monjas de monasterio
- Rafaila Marković, abadesa de monasterio (1967-2020)